# 高淳駅
高淳駅（こうじゅんえき）は、南京市高淳区固城湖北路にある、南京地下鉄S9号線の駅である。
南京地下鉄S9号線の駅では最南端に位置する駅である。
なお、高淳は南京市の区名である。

## 歴史
- 2017年12月30日S9号線の駅として開業。

### のりば
| 番線 | 路線             | 方面                | 行先          |
| ---- | ---------------- | ------------------- | ------------- |
|      | 南京地下鉄S9号線 | 銅山・翔宇路南 方面 | 翔宇路南 行き |

## 駅周辺
- 高淳総合交通タミナール
- 高淳区城市管理局
- 豊和湾
- 明豊文化苑
- 甘村
- 宝竜城市広場
- 淳渓社区医院

## 隣の駅
南京地下鉄
■S9号線
団結圩駅- 高淳駅- ■